# Samariella
Samariella is een geslacht van rechtvleugeligen uit de familie Chorotypidae. De wetenschappelijke naam van dit geslacht is voor het eerst geldig gepubliceerd in 1974 door Descamps.

## Soorten
Het geslacht Samariella omvat de volgende soorten:
- Samariella aulaeiadventa Butlin, Blackith & Blackith, 1989
- Samariella bakeri Descamps, 1974
- Samariella viduata Descamps, 1974